# Lasaia

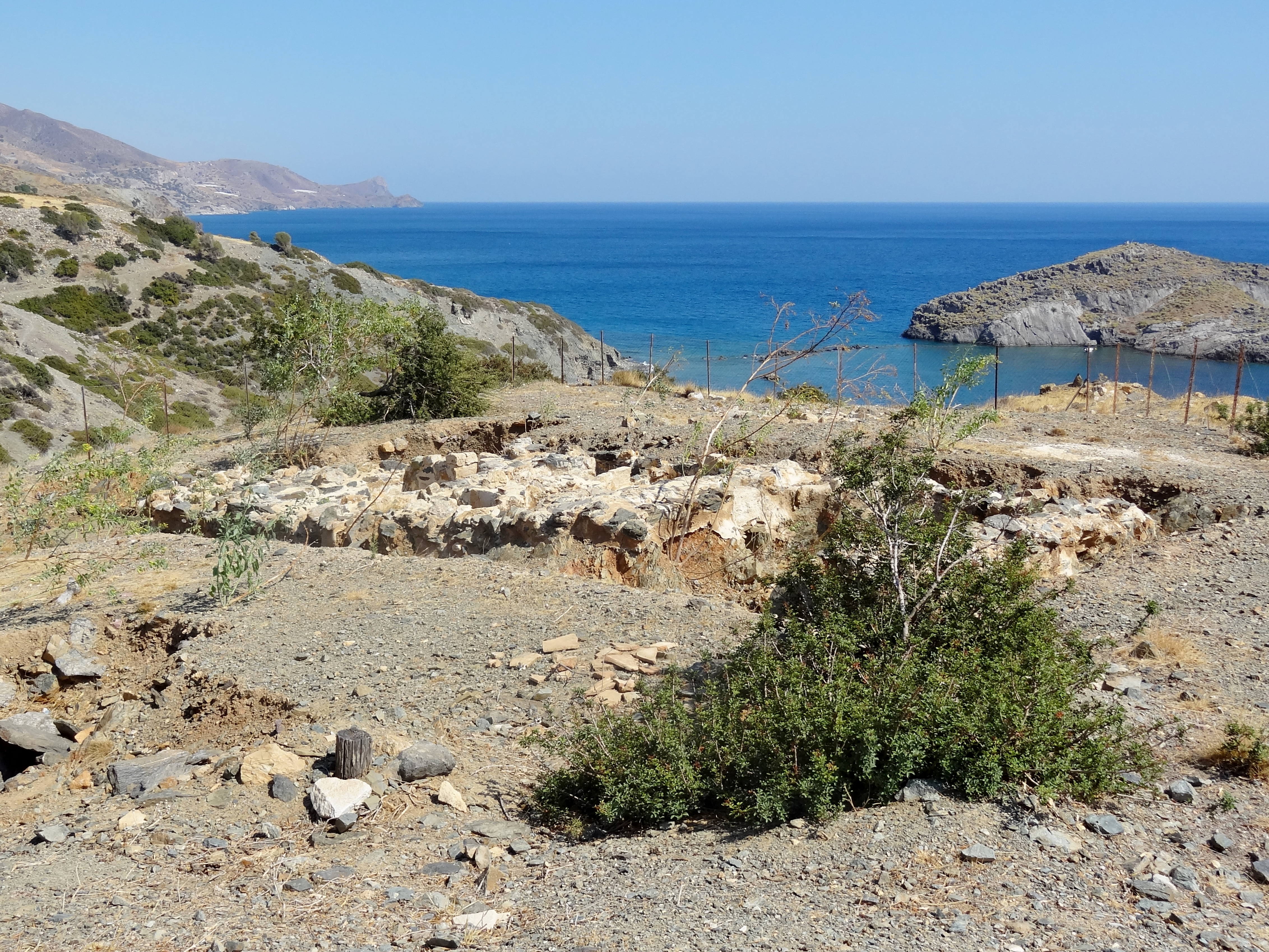
Überreste von Lasaia an der Küste

Lasaia (altgriechisch Λασαία, auch Lasea) war eine antike Hafenstadt an der Südküste der griechischen Insel Kreta. Sie befand sich bei Chrysostomos zwischen den heutigen Orten Kali Limenes und Platia Peramata, südlich des 467 Meter hohen Berges Liondaria und 6,6 Kilometer westlich von Lendas. Der Name der Stadt erscheint in einigen Bibeltextüberlierungen auch als Alassa, in der Vulgata als Thalassa.

## Geschichte

### Antike

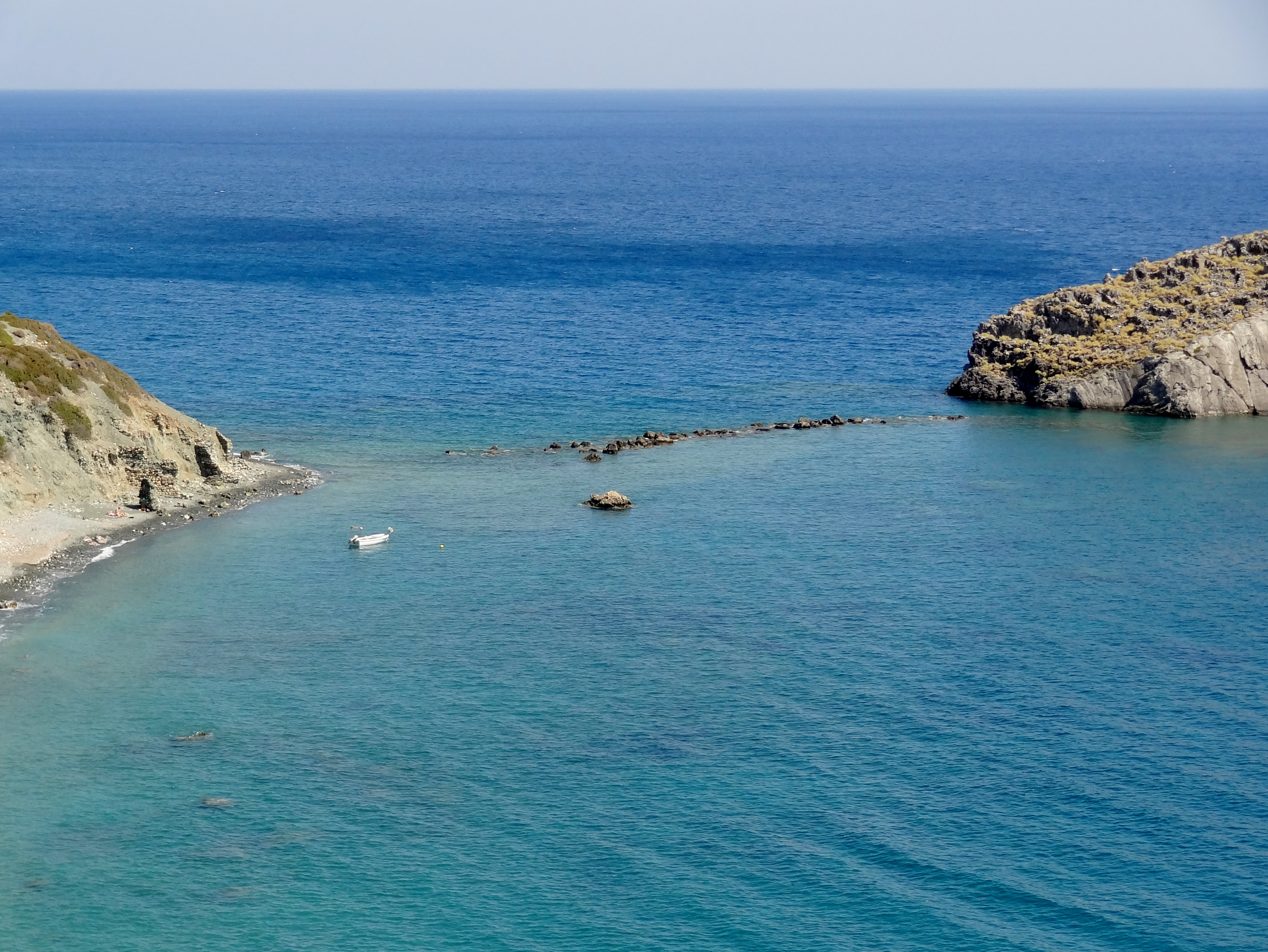
Ehemalige Hafenmole zur Insel Trafos vor der Südküste Kretas

Lasaia war einst einer der Häfen von Gortyn. Es handelte sich um eine kleine, aber anscheinend recht wohlhabende Stadt. Der antike Status des Ortes ist unsicher. In der Bibel wird er als Polis, als unabhängige Stadt, bezeichnet. Die Quelle kann allerdings für die Frage des rechtlichen Status der Stadt nicht als zuverlässig gelten. Aus Delphi stammt eine Städteliste, die um 230/10 v. Chr. datiert und auch Lasaia nennt. Die dort genannten Städte hatten den Status einer Polis. Lasaia war zu dieser Zeit also unabhängig, obwohl es auch Belege für eine Polis gibt, die von einem andern Ort abhängig war.
Nicht weit entfernt von der Stadt konnten die Reste eines Asklepieions identifiziert werden. Dort fanden sich Inschriften, die einen Zenas, Sohn des Apellonios, nennen, der wiederum auch von einer Inschrift aus Gortyn bekannt ist. Dies belegt, dass ein Bürger von Gortyn bei Lasea aktiv war, was wiederum andeutet, dass Lasea zu Gortyn gehörte und keine selbstständige Stadt war. Die Inschrift datiert ans Ende des 2. Jahrhunderts v. Chr. und mag andeuten, dass die Stadt in der Zwischenzeit ihre Unabhängigkeit verlor.
Minoische Reste gibt es in der eigentlichen Stadt nicht, obwohl es in der näheren Umgebung einige minoische Grabanlagen gibt, auch stammen die Überreste einiger Wellenbrecher im Hafen aus minoischer Zeit. Frühste archäologische Überreste aus der eigentlichen Stadt datieren ins 4. bis 3. Jahrhundert v. Chr. Der Ort scheint bis ins 5. Jahrhundert n. Chr. bewohnt gewesen zu sein, war aber sicherlich nie von größerer Bedeutung und prägte auch nie eigene Münzen. Damals lebten hier auf einer Fläche von etwa 2,5 Hektar vielleicht nicht mehr als 400 bis 500 Einwohner.

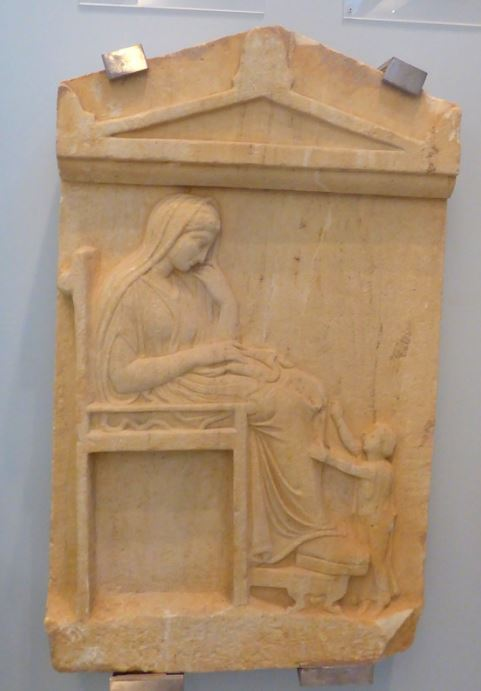
Hellenistischer Grabstein aus Lasaia

Am Hafen standen einst mindestens fünf große Gebäude, deren Mauern zum Teil noch 3 bis 4 Meter hoch anstehen. Es handelt sich wahrscheinlich um die Überreste von Warenhäusern. Im Wasser befinden sich auch Reste römischer Wellenbrecher, wobei das Wasserniveau seit römischer Zeit um etwa einen Meter anstieg. Im Stadtgebiet gibt es auch Reste einer Kirche mit einer Apsis und zwei Schiffen. Daneben befinden sich hier die Reste eines hellenistischen Tempels und eines Hauses mit einem Hof. Der Tempel hat eine etwa 10 Meter breite Treppe, die an beiden Seiten von Mauern flankiert ist. Die eigentliche Cella ist etwa 5 × 8 Meter groß. Davor standen einst zwei Altäre. Die hier gefundene Keramik ist fast ausschließlich hellenistisch. Der Tempel war in römischer Zeit also nicht mehr in Betrieb. Hier fanden sich 1971 zwei Marmorfragmente von Statuen. Es gibt eine Zisterne und die Reste eines Aquäduktes, der sich 600 Meter lang verfolgen lässt. Aus der Stadt oder der nächsten Umgebung stammen drei klassische und hellenistische Grabstelen sowie zwei Stelen aus dem späten 5. Jahrhundert. Sie befinden sich heute im archäologischen Museum in Iraklio. Eine Basis aus der Stadt trägt eine Widmungsinschrift an die ägyptischen Göttin Isis.

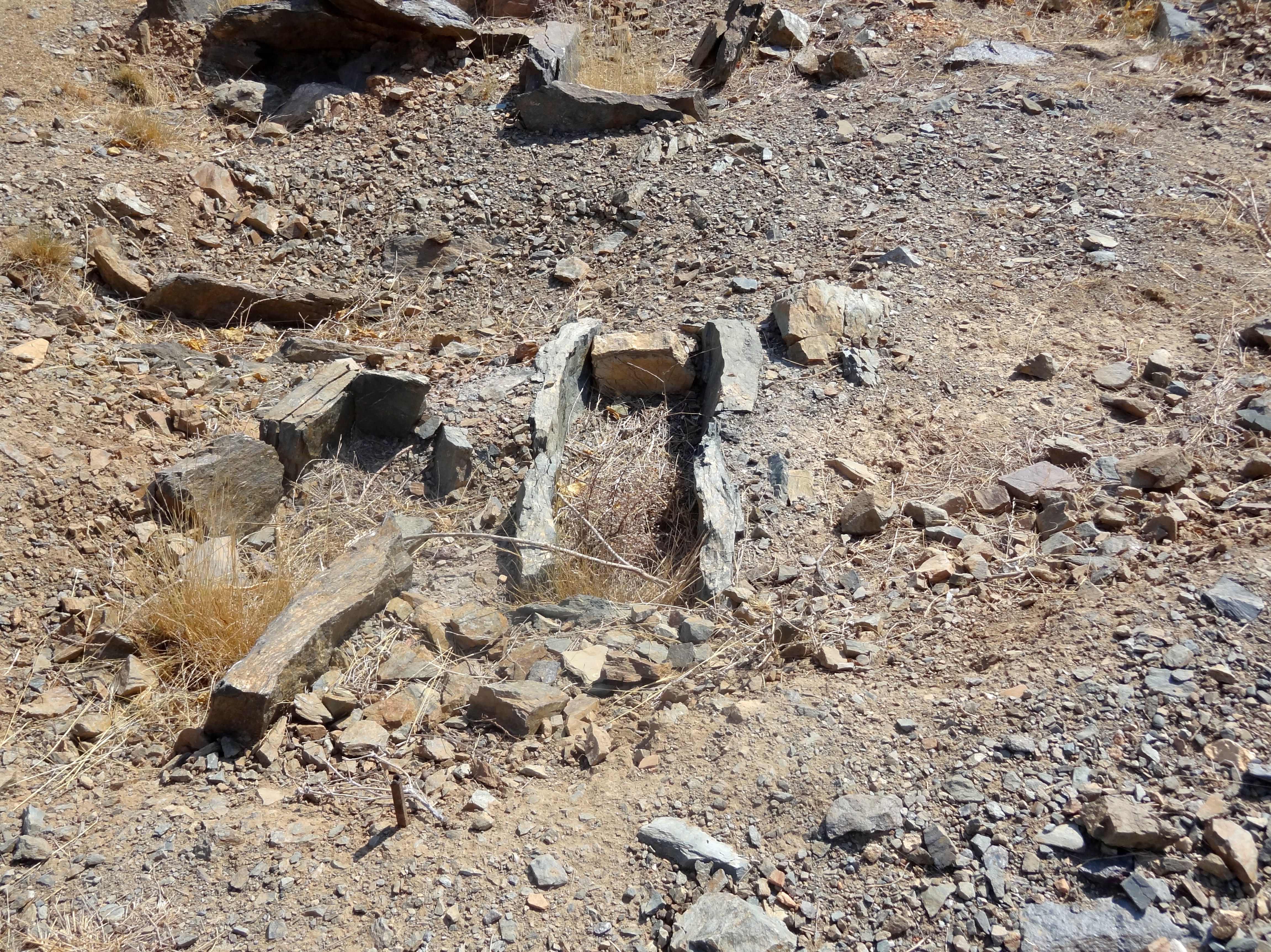
Kistengrab oberhalb der Küste

Westlich der Stadt lag ihre Nekropole, die aus zwei Teilen besteht. Südlich der modernen Küstenstraße befinden sich etwa ein Dutzend stark beraubter Gräber. Es handelt sich meist um mit Steinplatten verkleidete Gruben. Dieser Teil des Friedhofes datiert in hellenistische Zeit. Einige Kammergräber mit gewölbter Decke befinden sich südlich der Straße, aber in größerer Zahl nördlich von ihr. Sie sind alle stark beraubt und datieren wahrscheinlich in römische Zeit.

### Bibelüberlieferung
Auch in der Bibel wird der Ort Lasaia genannt, er kommt dabei in der Apostelgeschichte des Lukas vor (Apg 27,8 ). Auf seiner Reise nach Rom kam Paulus von Tarsus als Gefangener mit einem alexandrinischen Schiff dort an, weil starker Gegenwind herrschte und die Schifffahrt weiter als unsicher galt. Letztlich wurde aber von den Seeleuten entschieden, weiter in Richtung Phoinix zu fahren (ein Hafen, dessen Standort noch nicht sicher erforscht ist). Dort kamen sie aber wegen des heftigen Nord-Ost-Sturmes nicht an.
In der Apostelgeschichte heißt es an der Stelle, an der Lasaia genannt ist, im griechischen Original und der deutschen Übersetzung:

«Ἐν ἱκαναῖς δὲ ἡμέϱαις βϱαδυπλοοῦντες καὶ μόλις γενόμενοι κατὰ τὴν Κνίδον, μὴ πϱοσεῶντος ἡμᾶς τοῦ ἀνέμου ὑπεπλεύσαμεν τὴν Κϱήτην κατὰ Σαλμώνην, μόλις τε παϱαλεγόμενοι αὐτὴν ἤλϑομεν εἰς τόπον τινὰ καλούμενον Καλοὺς λιμένας ᾧ ἐγγὺς πόλις ἦν Λασαία.»

„Viele Tage lang kamen wir nur langsam vorwärts und mit Mühe erreichten wir die Höhe von Knídos, da uns der Wind nicht herankommen ließ, umsegelten wir Kreta bei Salmóne, fuhren unter großer Mühe an Kreta entlang und erreichten einen Ort namens Kaloí Liménes, in dessen Nähe die Stadt Lasaía liegt.“

Wie im Bibeltext beschrieben, fuhren Paulus und die weitere Schiffsbesatzung von dort weiter, da der Hafen zum Überwintern ungeeignet war (Apg 27,12 ). Außer der Erwähnung in der Bibel wird der Ort in der antiken Literatur nicht genannt. Er erscheint jedoch als Lisia in der Tabula Peutingeriana und wird bei Strabon (10,4,14) und Plinius dem Älteren (Naturalis historia 4,20) genannt.

### Neuzeit
Die Ruinen der Stadt sind noch vor Ort zu sehen, sind bisher jedoch nicht ausgegraben worden. Sie wurden von Thomas Abel Brimage Spratt (1811–1888) als das antike Lasaia identifiziert. Eine Geländebegehung fand im September 1971 statt. Ein Teil der Stadt war die kleine Insel Traphos (heute Trafos), die im 19. Jahrhundert beim Aufstand der Griechen gegen die Türken als Zufluchtsort diente.

## Galerie

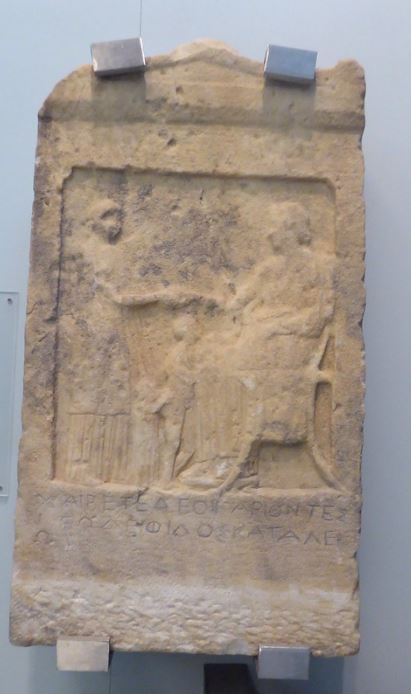
Hellenistische Grabstele
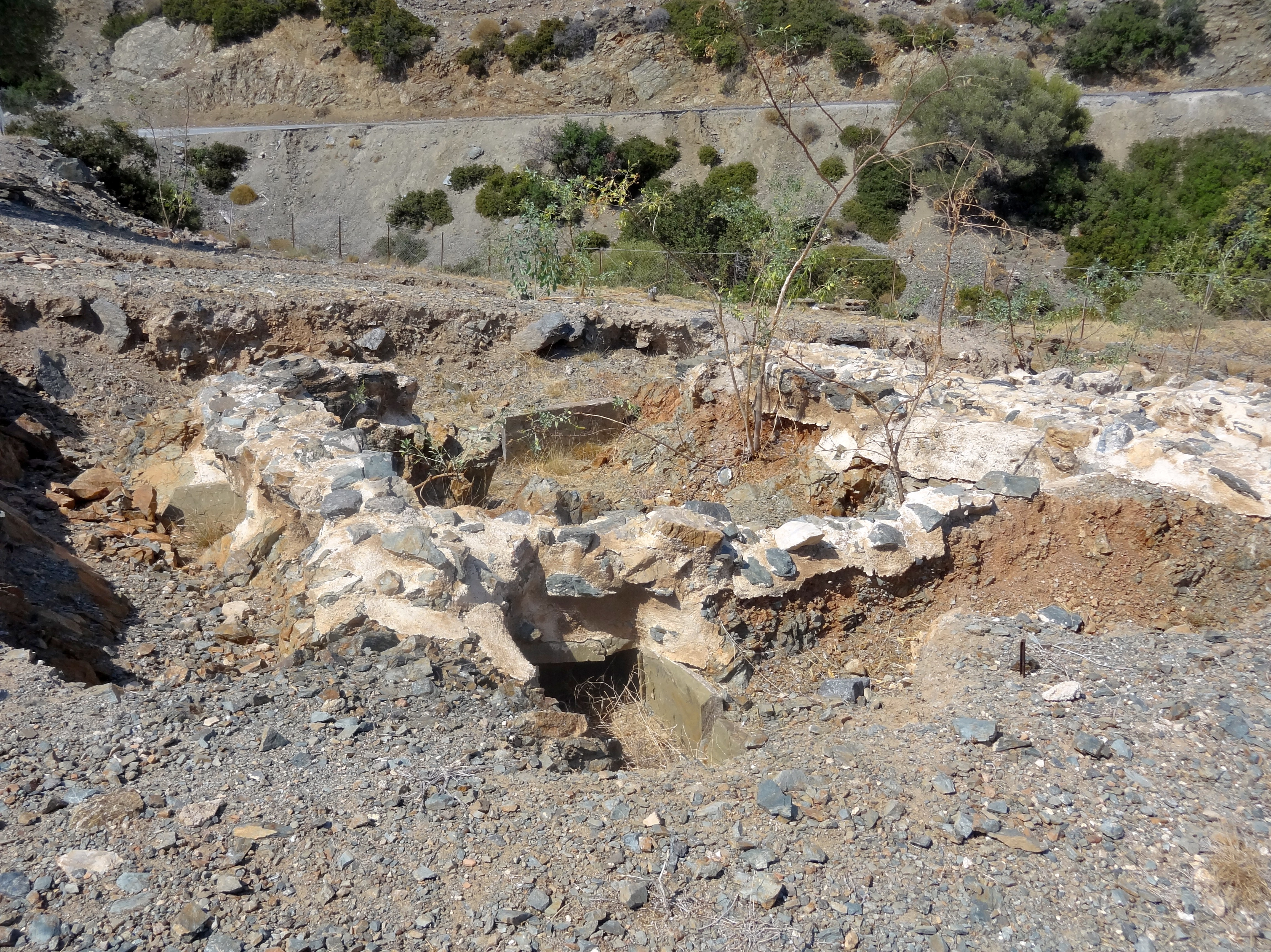
Reste eines Gebäudes
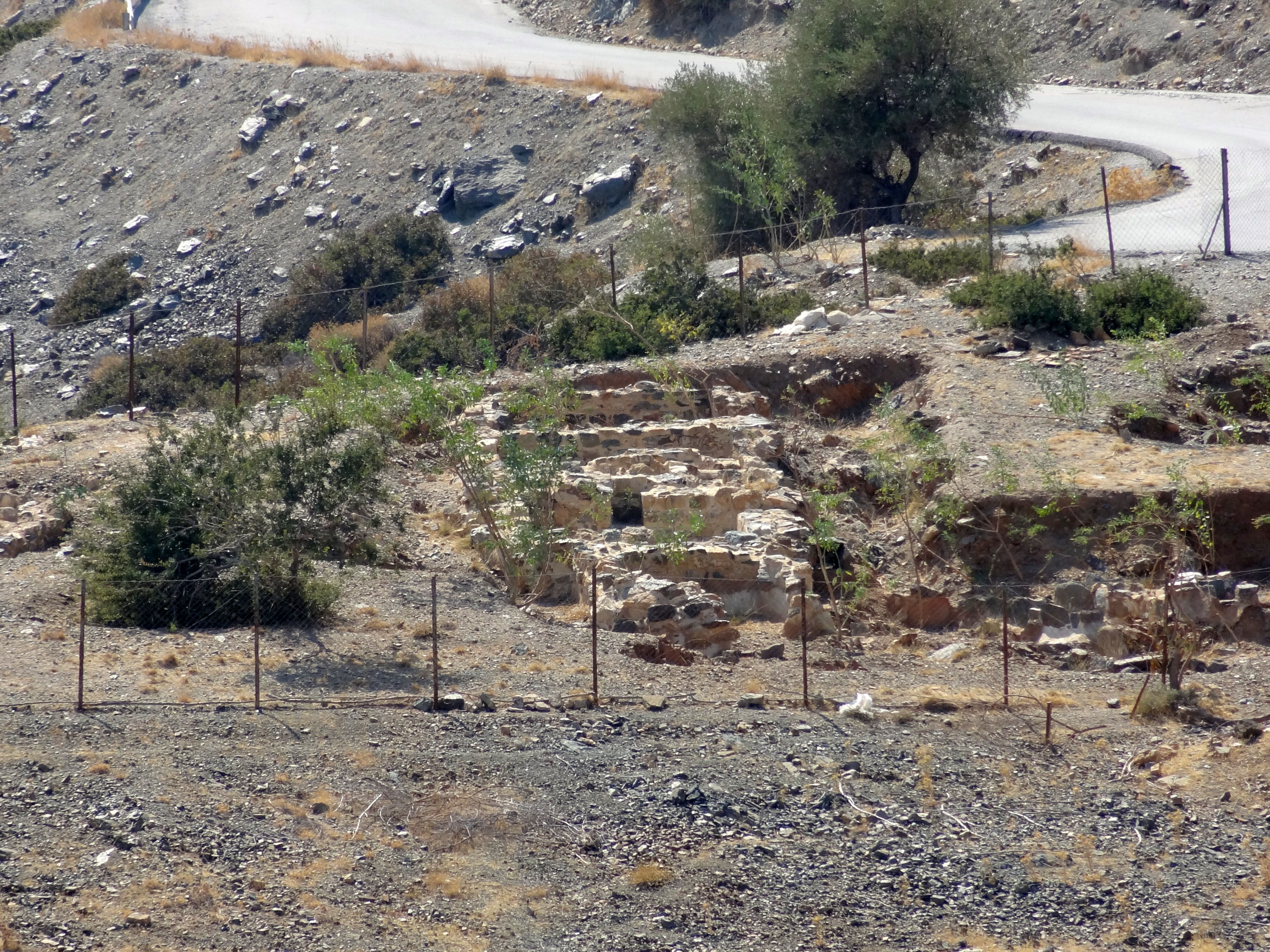
Reste eines Gebäudes, Blick aufs Meer
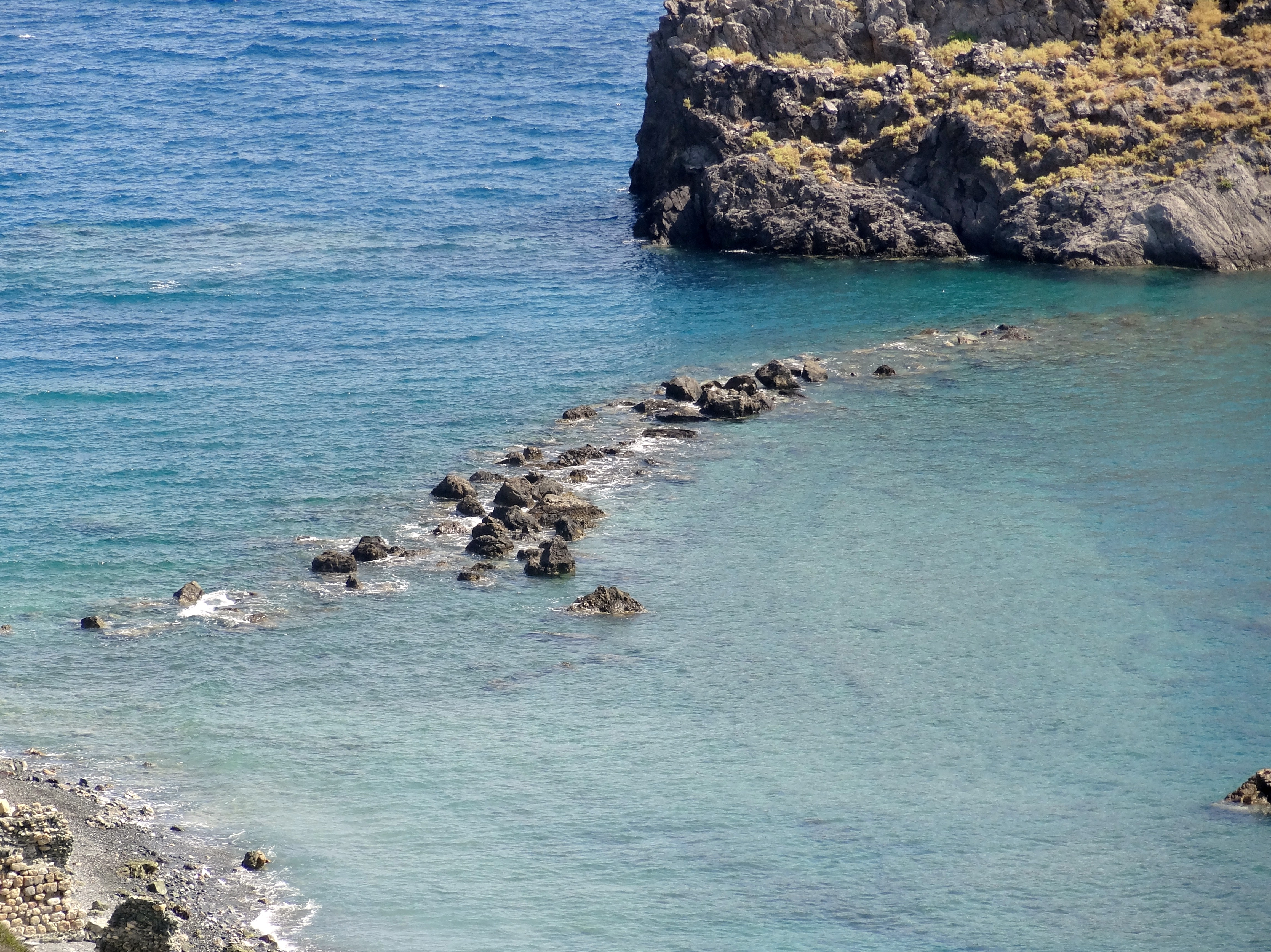
Römische Wellenbrecher